# Pak Hyŏkkŏse
Pak Hyŏkkŏse Kŏsŏgan (também escrito Bak Hyeokgeose Geoseogan ou Bagh Yeoggeose) foi o monarca fundador de Silla, um dos Três Reinos da Coreia. Ele foi o ancestral primário de todos os membros do clã Pak (Bak, Park) da Coreia. Seus outros nomes nos registros históricos japoneses incluem Hiko Inai no Mikoto (彦稲飯命) e Inai no Mikoto (稻氷命) no Nihon Shoki e no Kojiki.

## Titularidade
Seu título Kŏsŏgan (Geoseogan, em Hangul:거서간, em Hanja:居西干), significa chefe na língua da confederação Jinhan, uma federação de Cidades-Estados no sudeste da península coreana.  
Hyŏkkŏse não era um nome pessoal, mas seu nome honorífico, pronunciava Bulgeunae (Hangul: 불그내 Hanja: 弗矩内) em coreano arcaico, que significa o brilho do mundo.

## Lendas sobre seu nascimento
O Samguk Sagi e o Samguk Yusa descrevem que a fundação de Silla foi feita por Hyŏkkŏse. 
O Samguk Sagi conta que os refugiados do antigo reino de Gojoseon após este ser destruído pela Dinastia Han em 109 a.C. passaram a viver nos vales da atual província Gyeongsang, na Coreia do Sul, em seis aldeias chamadas Yangsan, Goheo, Jinji, Daesu, Gari e Goya.
Em 69 a.C., os chefes das seis vilas se reuniram para discutir a formação de um reino e a entronização de um rei. Na floresta, em um local chamado Najeong, próximo a vila de Yangsan, uma estranha luz brilhou no céu, e um cavalo branco se curvou. O líder de Goheo, Sobeolgong descobriu um  grande ovo brilhante vermelho no lugar. Um menino saiu do ovo e, quando banhado, seu corpo irradiava luz e ao seu redor os pássaros e os animais dançaram.
Sobeolgong o criou, e os seis líderes o reverenciaram. Quando completou 13 anos os líderes o elegeram rei. Naquele local foi fundada a cidade de  Seorabeol (Saro) que se tornaria a capital da Confederação Jinhan e que seria incorporada depois aSilla. Ao se tornar rei, ele se casou com Aryeong, que teria nascido das costelas de uma galinha.
Já o Samguk Yusa afirma que Hyŏkkŏse seria filho da Senhora Saso, membro da família real chinesa que após se consagrar a seita taoista Shin-sān se mudou para o Monte Seondo  na então confederação Jinhan. E que Aryeong também teria nascido no mesmo dia que seu futuro marido. 

## Contexto histórico
Essa lenda reflete o desenvolvimento do estágio de cidade-estado, os seis chefes representando um grupo de refugiados de Gojoseon. A história alude sobre a ascensão do clã Pak sobre os clãs da região. A hipótese mais provável é que uma tribo de cavaleiros oriunda do norte, que tinha seu totem representado por um cavalo se uniu a tribo mais forte da região que tinha como totem um galo e passaram a dominar as tribos nativas
A data da fundação é amplamente questionada hoje, pois o Samguk Sagi foi escrito do ponto de vista de Silla, reivindicando a superioridade e antiguidade de Silla sobre Koguryo e Baekje. Pensa-se que Silla, nesse pensamento tradicional, tenha sido fundada primeiro, seguida por Koguryo e depois por Baekje. As evidências arqueológicas, no entanto, mostram uma imagem diferente, e suspeita-se que Koguryo seja o mais antigo dos três reinos, com Silla se desenvolvendo simultaneamente a Baekje ou mesmo depois dele.

## Reinado
Em 37 a.C., Hyŏkkŏse construiu Geumseong (Hangul: 금성, Hanja: 金城) sua nova capital (atual Gyeongju) e, em 32 a.C., construiu seu palácio real nesta cidade. A preocupação principal da mudança era deter os ataques das forças chinesas vindas do Jun de Lelang. 
Em 19 a.C., o rei da Confederação Mahan exigiu a continuação do pagamento de tributos de Silla. Hyŏkkŏse enviou então Hogong, que era seu ministro para discutir a questão. O rei ficou irado porque Silla enviou Hogong e não o tributo. Hogong criticou a falta de educação do rei fazendo com que o rei irritado tentasse matá-lo, mas seus conselheiros evitaram o pior e Hogong foi autorizado a retornar a Silla. Um ano depois em 18 a.C. o rei de Mahan veio a falecer e Hyŏkkŏse também enviou um emissário ao funeral. 
Em 5 a.C., Okjeo Ocidental (um pequeno estado ao norte) enviou um emissário, e Hyŏkkŏse foi presenteado com bons cavalos. Okjeo Ocidental com mais 20 casas haviam se juntado a Silla dez anos antes após Okjeo do Norte ter sido destruída pelo rei Dongmyeong (Jumong) de Koguryo. 

## Morte e sucessão
Hyŏkkŏse governou por cerca de 60 anos e estabeleceu as bases para um reino que unificaria grande parte da Península Coreana em 668. Hyŏkkŏse foi um dos poucos governantes do Clã Park a deter total poder sobre Silla. Ele morreu aos 73 anos e foi enterrado em Gyeongju. Foi sucedido por seu filho mais velho, Namhae.